# 旅鼠效應
旅鼠效應（Arctic Hamster Effect 或 Lemmings Effect），泛指在團體中盲目跟隨的行為。這原本是描述旅鼠在恐慌時的集體跳海自殺行為，藉以描述無理性的社會集體行動。然而，旅鼠之自殺行為已證實為人類的曲解，但衍生出相關專有名詞，常用以形容「團體迷思」所產生的集體困境。

## 起源
1958年，獲得奧斯卡金像獎的迪士尼動物紀錄片《白色荒野》，在這部片子中觀眾看到旅鼠落下懸崖的景象，因此至今為止依然有許多人以為旅鼠會集體自殺。實際上這個鏡頭是在工作室內一個布置為冰天雪地的桌子上拍的，而電影中的旅鼠也不是落入海中，而是落到桌子下。而真正的旅鼠雖然偶爾會集體遷徙，但實際上並不進行集體自殺。
中國大陸初中語文教材曾收录文章《旅鼠之謎》。
旅鼠投海也不是一次以给其他族鼠保留生产空间和食物为目的的集体自杀，而是它们的“导航系统”故障的结果——实属计算失误。每过三至四年，由于数量剧增，旅鼠便会进行一次必要的大迁移。越过河流湖泊，它们看到一片海，却误以为横在眼前阻挡住通向新家园的不过又是一条小河，或是越过不见波涛的湖畔。而当它们意识到这是个错误的判断时，大错已经铸成，为时已晚。

## 相關
遊戲
- Lemmings (遊戲系列)
- Pingus